# 临平镇
临平镇，是中华人民共和国陕西省咸陽市乾县下辖的一个乡镇级行政单位。

## 行政区划
临平镇下辖以下地区：
临平村、全新村、武兴村、清水营村、四兴村、马里村、寒寨村、龙背村、枣新村、龙李村、三桥村、黑山村、殷家村、高杜村、羊毛湾村、何家塬村、咸上村、五星村、周家河村、舒蔡家村、朱山村和双尧村。